# 84 (numero)
Ottantaquattro (cf. latino octoginta quattuor, greco τέσσαρες καὶ ὀγδοήκοντα) è il numero naturale dopo l'83 e prima dell'85.

## Proprietà matematiche
- È un numero pari.
- È un numero composto, con 12 divisori: 1, 2, 3, 4, 6, 7, 12, 14, 21, 28, 42, 84. Poiché la somma dei divisori (escluso il numero stesso) è 140 > 84, è un abbondante.
- È un numero di Harshad nel sistema numerico decimale.
- È un numero semiperfetto in quanto pari alla somma di alcuni (o tutti) i suoi divisori.
- Dati x e y differenti fra loro, se un numero al quadrato termina con la sequenza {\displaystyle xyxyxyxyxy}, allora {\displaystyle xy} può essere solo 21, 61 o 84. Il più piccolo esempio è {\displaystyle 508.853.989^{2}=258.932.382.121.212.121}
- È la somma di due numeri primi, 41 e 43.
- È un numero rifattorizzabile, essendo divisibile per il numero dei suoi divisori.
- È un numero tetraedrico.
- È un numero a cifra ripetuta nel sistema di numerazione posizionale a base 11 (77), a base 13 (66) e a base 20 (44).
- È un numero pratico.
- È un numero congruente.
- È somma dei primi quattro quadrati dispari: {\displaystyle 84=1^{2}+3^{2}+5^{2}+7^{2}}
- È parte delle terne pitagoriche (13, 84, 85), (35, 84, 91), (63, 84, 105), (80, 84, 116), (84, 112, 140), (84, 135, 159), (84, 187, 205), (84, 245, 259), (84, 288, 300), (84, 437, 445), (84, 585, 591), (84, 880, 884), (84, 1763, 1765).

## Astronomia
- 84P/Giclas è una cometa periodica del sistema solare.
- 84 Klio è un asteroide della fascia principale del sistema solare.
- NGC 84 sono una galassia e una stella della costellazione di Andromeda.

## Astronautica
- Cosmos 84 è un satellite artificiale russo.

## Chimica
- È il numero atomico del Polonio (Po).

## Simbologia

### Astrologia
- È un ciclo di Urano.

### Smorfia
- Nella Smorfia il numero 84 è "La chiesa".

## Religione
- L'84 è considerato da molti paesi un numero sacro direttamente connesso a Dio.